# Pierre de Montreuil

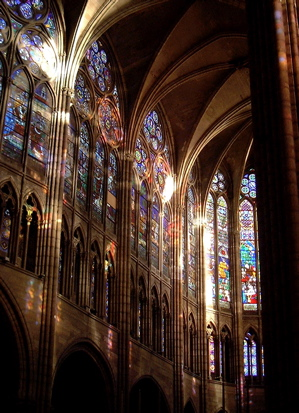
Loď baziliky v Saint-Denis

Pierre de Montreuil či Pierre de Montereau (1200 Montreuil – 17. března 1266 Paříž) byl středověký mistr stavitel působící v okolí Paříže.
Podílel se především na stavbě Sugerovy baziliky, jejíž příčné lodi během let 1230-1268 vtiskl neopakovatelné kouzlo světla. Je považován za architekta slavné Sainte Chapelle, kde pracoval pro krále Ludvíka IX. v letech 1246–1248. I v královské kapli se snažil o maximální využití světla a minimalizoval zdi ve prospěch barevných vitráží, které učinily z horní kaple jeden ze skvostů gotického stavitelství.
Podílel se na přestavbě kláštera Saint-Germain-des-Prés, je autorem mariánské kaple, jejíž portál je uchován v Národním muzeu středověku. Pracoval na zámecké kapli ve Vincennes a refektáři kláštera Saint-Martin-des-Champs.
Po smrti stavitele Jehana de Chelles se na pouhý rok stal stavbyvedoucím pařížské katedrály Notre-Dame, vytvořil tympanon nad Červeným portálem severní strany katedrály a dokončil jižní rozetové okno.
| „                | Zde leží Pierre, narozený v Montreuil, květ překypující vůní ctností, za svého života mistr všech stavitelů... | “ |
| — náhrobní nápis | |   |

Jeho socha je jednou ze 146 soch umístěných na fasádě budovy Hôtel de ville de Paris.